# Eupithecia nemoralis
Eupithecia nemoralis là một loài bướm đêm trong họ Geometridae.